# Falcatula svaricki
Falcatula svaricki là một loài bướm đêm thuộc họ Sphingidae. Loài này có ở Ethiopia và Kenya.